# Römisch-katholische Kirche in Polen
Die römisch-katholische Kirche in Polen ist die größte und einflussreichste christliche Gemeinschaft des Landes. Sie ist in 14 Erzbistümer und 27 Bistümer sowie das Militärordinariat untergliedert. Seit dem Beginn der Christianisierung Polens im Jahr 966 hatte die Kirche – über das Religiöse hinaus – stets einen starken Einfluss auf die gesellschaftliche und die politische Entwicklung des Landes. Vor allem in Zeiten der Fremdherrschaft übernahm sie eine wichtige Rolle für den Zusammenhalt der polnischen Nation.
Die katholische Kirche ist die bei Weitem größte Religionsgemeinschaft in Polen. Das offizielle Statistische Jahrbuch gab für das Jahr 2018 folgende Zahlen an: 32,97 Millionen Einwohner sind Katholiken, das sind mehr als 85 % der Bevölkerung Polens. 32,91 Millionen, somit mehr als 99 % der Katholiken Polens, gehören der lateinischen Kirche an. 55.000 Einwohner gehören der Ukrainischen griechisch-katholischen Kirche an, deren Bischöfe ebenfalls Mitglieder der Polnischen Katholischen Bischofskonferenz sind. Einer Erhebung des Statistischen Instituts der katholischen Kirche (Instytut Statystyki Kościoła Katolickiego) zufolge nahmen im Jahre 2017 im Durchschnitt 38,3 % der Katholiken an der Sonntagsmesse teil. Am höchsten war die Beteiligung im Bistum Tarnów (71,7 %), am geringsten in den Erzbistümern Łódź und Stettin-Cammin (je 24,6 %).

## Geschichte

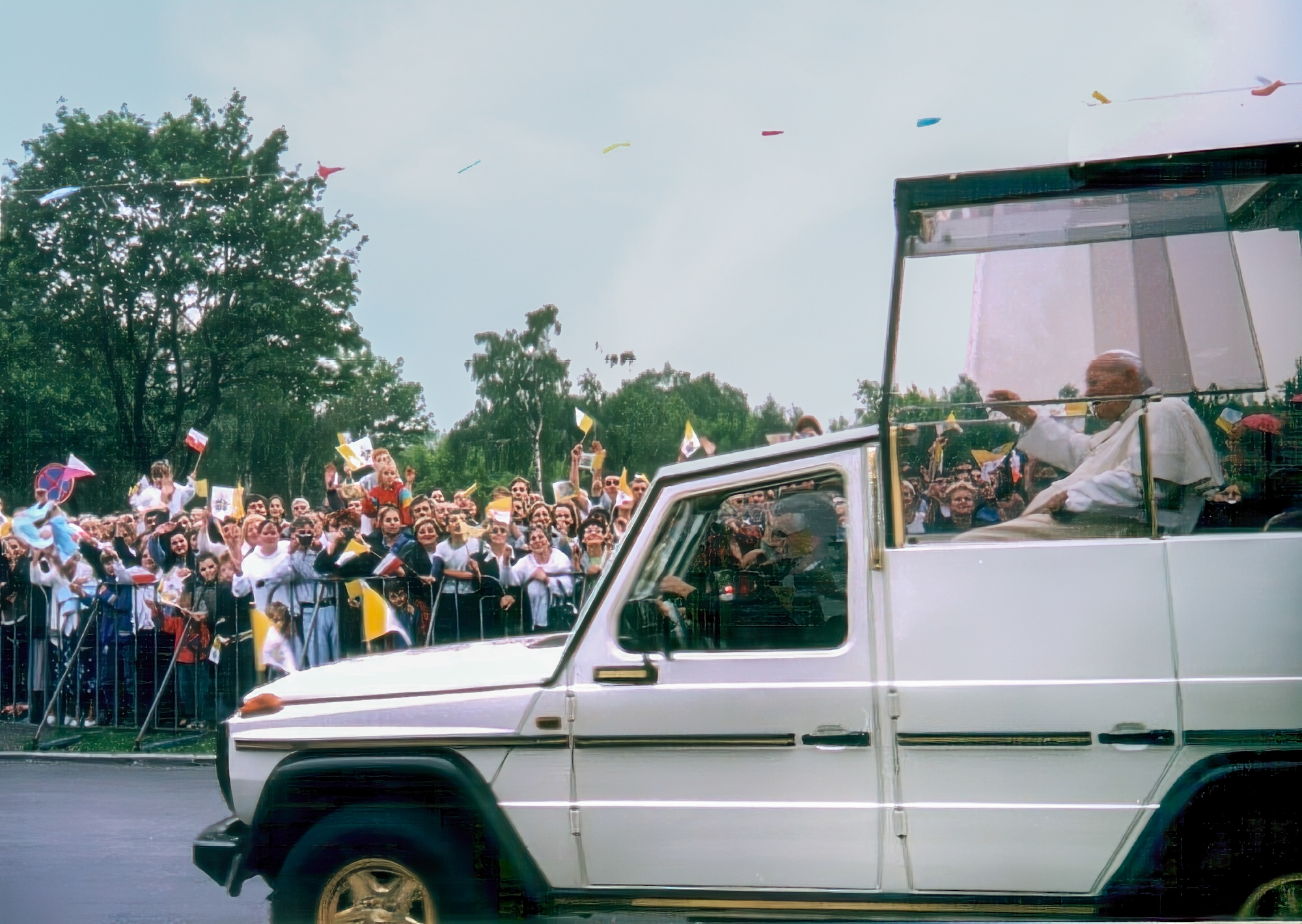
Papstbesuch von Johannes Paul II in Sosnowiec 1999

### Mittelalter
Die Christianisierung Polens setzte um das Jahr 966 mit der Taufe des Fürsten Mieszko I. durch den unmittelbar Papst Johannes XIII. unterstehenden Missionsbischof Jordanes ein. Über den Ort der Zeremonie haben mittelalterliche Chronisten unterschiedliche Angaben gemacht, durchgesetzt hat sich die Auffassung, dass die Taufe in der Nähe von Gnesen (Gniezno) vollzogen wurde. 968 wurde Jordanes der erste Bischof der damaligen herzoglichen Residenz Posen, es war das erste polnische Bistum.
Doch unterstand der Posener Bischof zunächst dem Erzbistum Magdeburg. Dies änderte sich mit dem Treffen des jungen deutschen Kaisers Otto III. mit dem polnischen Herzog Bolesław I. in Gnesen im Jahr 1000. Otto III. war zuvor in Rom gewesen und von Papst Silvester II. ermächtigt worden, im Akt von Gnesen dort ein Erzbistum zu errichten. Diesem wurden das Bistum Posen sowie die neugegründeten Bistümer Krakau, Kolberg und Breslau unterstellt. Somit hatte der deutsche Kaiser mit dem Segen Roms die erste Organisation der polnischen Kirche begründet.
Wie im Heiligen Römischen Reich entstanden auch in Polen Konflikte zwischen den weltlichen Herrschern und der Kirche, die im 13. Jahrhundert eskalierten. Als der schlesische Herzog Heinrich I. Siedler aus den deutschen Ländern von der Zehntenpflicht befreite, protestierte der aus dem polnischen Adel stammende Breslauer Bischof Thomas I. dagegen und verlangte überdies die Immunität der Kirche gegenüber der weltlichen Gerichtsbarkeit. Der Herzog gab nicht nach, der Bischof exkommunizierte ihn 1237. In einem Streit um den Beginn der Fastenzeit exkommunizierte Thomas I. sogar sämtliche Neusiedler, die aus den deutschen Ländern gekommen waren, musste aber letztlich nachgeben.
Der Streit um deutsche Siedler im damals zu Polen gehörenden Schlesien erreichte Anfang des 14. Jahrhunderts seinen Höhepunkt, nachdem Heinrich von Würben zum Bischof von Breslau geweiht worden war. Dieser trat für den Anschluss Schlesiens an das Königreich Böhmen ein, das zum Verband des deutschen Reichs gehörte, der König von Böhmen war einer der sieben deutschen Kurfürsten. Heinrich von Würben geriet damit in Konflikt mit dem Gnesener Erzbischof Jakub Świnka, dem er unterstand. Świnka verhängte den Kirchenbann über Breslau. Als sich überdies der von deutschen Patrizier dominierte Breslauer Stadtrat weigerte, den Peterspfennig an Rom abzuführen, wurde die gesamte Diözese exkommuniziert. Doch nach beträchtlichen Geldzahlungen hob Papst Clemens V. alle Kirchenstrafen auf.

### Reformation und Gegenreformation
Für das Jahr 1518 ist erstmals für Polen die Verbreitung protestantischer Ideen nachgewiesen, erste evangelische Gemeinden entstanden. König Sigismund I. versuchte, allerdings mit geringem Erfolg, diese Entwicklung zu unterbinden. Doch sein Sohn Sigismund II. August zeigte sich tolerant gegenüber den religiösen Bekenntnissen, so dass die katholische Kirche gegenüber den Protestanten zunehmend unter Druck geriet. Der König erließ mit der Konföderation von Warschau 1573 ein Toleranzedikt. Doch nach dem Tod Sigismund II. förderten seine Nachfolger die Gegenreformation. Sie wurde energisch vorangetrieben in der Regierungszeit des Königs Sigismund III. aus dem schwedischen Hause Wasa. Im Gefolge seiner beiden Ehefrauen aus dem Hause Habsburg, erst Anna von Österreich, dann deren jüngere Schwester Constanze von Österreich, war eine große Zahl von Jesuiten an die Weichsel gekommen, die sich als Kämpfer für die Gegenreformation verstanden.
In den Konflikten setzten sich die Parteigänger der katholischen Kirche mit Unterstützung des Königshauses durch. Zu Beginn des 18. Jahrhunderts war der protestantische Einfluss in Polen weitgehend zurückgedrängt. 1717 erließ der Sejm ein Gesetz, das Protestanten verbot, neue Kirchen zu bauen und hohe staatliche Posten zu bekleiden. 1724 wurden im Thorner Blutgericht zehn Protestanten hingerichtet, die angeblich an Ausschreitungen gegen ein Jesuitenkloster teilgenommen hatten. Fast alle evangelischen Gotteshäuser in der Stadt wurden der katholischen Kirche übereignet.

### Teilungen Polens
Mit dem Untergang des Königreichs Polen nach der Dritten Teilung Polens 1795 mussten sich die römisch-katholischen Bischöfe des Landes mit den Behörden der drei Teilungsmächte arrangieren. Die ebenfalls katholische Obrigkeit Österreich-Ungarns bereitete den Krakauer Erzbischöfen wenig Probleme. Dagegen sahen sich die Bischöfe im preußischen Teilungsgebiet zunehmendem behördlichen Druck ausgesetzt. So ließ Eduard von Flottwell, Oberpräsident der Provinz Posen von 1830 bis 1841, Klöster aufheben und stellte Priesterseminare unter staatliche Aufsicht. Das Erzbistum Gnesen und das Bistum Posen wurden zum  Erzbistum Posen-Gnesen vereinigt. Gnesen war traditionell der Sitz des Primas von Polen, nun wurde diese Funktion abgeschafft. Die Neugliederung der Bistümer unter Flottwell sollte also auch symbolisch die Teilungen Polens unterstreichen. Dagegen wandte sich der Primas Marcin Dunin, der überdies mit den preußischen Behörden in Konflikt geriet, weil er verlangte, dass in Mischehen aus Katholiken und Protestanten die Kinder katholisch erzogen werden müssten. Flottwell ließ den Primas 1839 in der Festung Kolberg internieren. Doch nach einem halben Jahr kam Dunin frei. Neuer preußischer König war nämlich 1840 Friedrich Wilhelm IV. geworden, der sich ein gedeihliches Miteinander der Völkerschaften und Religionen in seinem Reich wünschte. In der Provinz Posen übernahmen mit Genehmigung Berlins polnische Geistliche die Aufsicht über die katholischen Schulen.
Der Kulturkampf Bismarcks gegen die katholische Kirche richtete sich in der Provinz Westpreußen vor allem gegen den polnischen Klerus, er weckte indes das Nationalbewusstsein der polnischsprachigen Landbevölkerung. Die Maßnahmen der preußischen Behörden wurden als Repression des Polentums verstanden. Die Polizei verhaftete Geistliche, die gegen den 1871 in Kraft getretenen Kanzelparagraphen verstießen, dieser verlangte von ihnen politische Enthaltsamkeit.
Im Februar 1874 wurde der Erzbischof von Posen-Gnesen Mieczysław Ledóchowski zu 500 Talern Geldbuße und zwei Jahren Gefängnis verurteilt, weil er öffentlich gegen die Maigesetze protestiert hatte, die die Kirche unter staatliche Aufsicht stellten. Auch wurden rund hundert polnische Priester verhaftet, die Priesterseminare von Posen und Gnesen wurden geschlossen. Kurz nachdem Papst Pius IX. den inhaftierten Ledóchowski im März 1875 zum Kardinal erhoben hatte, wurde dieser aus der Haft entlassen, die er unter komfortablen Bedingungen verbüßt hatte. Er fuhr sofort nach Rom und kehrte, von seinen polnischen Landsleuten umjubelt, im Kardinalspurpur nach Posen zurück. Doch Bismarck ließ ihn wenig später aus dem Deutschen Reich ausweisen; Ledóchowski ließ sich in Rom nieder, blieb aber formal weiterhin Erzbischof von Posen-Gnesen. 1886 einigten sich die preußische Regierung  und der Heilige Stuhl auf ein „Friedensgesetz“ genanntes Abkommen, das den Kulturkampf beendete und somit auch die Versuche der Behörden, die Personalangelegenheiten der Kirche zu bestimmen.
1913 wandten sich die römisch-katholischen Bischöfe in Galizien, dem österreichischen Teilungsgebiet, gegen eine geplante Reform des Galizischen Landtags; die Reform sollte den Ukrainern, die im Osten des Gebiets die große Mehrheit der Bevölkerung stellten, mehr Rechte geben. Doch der in der Presse veröffentlichte Brief der Bischöfe führte zu Spannungen zwischen ethnischen Polen und Ukrainern, die überwiegend der ebenfalls dem Vatikan unterstehenden griechisch-katholischen Kirche angehörten. Polnische Historiker sehen den Brief als Hinwendung des Episkopats zur nationaldemokratischen Bewegung (Endecja), die nationalistische und antisemitische Positionen vertrat.

### II. Republik
1925 vereinbarten Polen und der Vatikan ein Konkordat.
In der Zwischenkriegszeit vertraten führende Vertreter des Episkopats Positionen, die Historiker als antisemitisch  einstufen. Der Primas, Kardinal August Hlond, führte 1936 in einem Hirtenbrief unter dem Titel „Über die katholischen moralischen Grundsätze“ aus: „Es ist eine Tatsache, dass die Juden die katholische Kirche bekämpfen, sie ergehen sich in Freimaurertum, sie stellen die Avantgarde der Gottlosigkeit und der bolschewistischen Bewegung und umstürzlerischer Aktionen dar. Es ist eine Tatsache, dass der jüdische Einfluss auf die allgemeine Sittlichkeit negativ ist, und ihre Verlage propagieren die Pornographie. Es entspricht der Wahrheit, dass Juden Betrügereien begehen, Wucher und Menschenhandel treiben.“ Weiter hieß es in dem Hirtenbrief: „Aber seien wir gerecht! Nicht alle Juden sind so.“ Doch rief er seine Landsleute dazu auf, „jüdische Geschäfte und jüdische Stände auf dem Jahrmarkt zu meiden“. Doch sei es verboten, „über Juden herzufallen, sie zu schlagen, zu verstümmeln und anzuschwärzen“. Hlond verfasste gemeinsam mit dem Warschauer Erzbischof Aleksander Kakowski eine Denkschrift, in der es als Aufgabe der Kirche bezeichnet ist, die polnische Jugend davor zu bewahren, dass sie „verjude“. In einem gemeinsamen Schreiben an das Ministerium für religiöse Bekenntnisse und öffentliche Bildung beschwerten sich beide Bischöfe, dass „jüdische Lehrer nicht positiv auf das Kind im Geiste der katholischen Moral einwirken“.

### Zweiter Weltkrieg
Wenige Tage vor dem Einmarsch der Wehrmacht in Polen erklärte Hitler vor der versammelten Generalität, dass die polnischen Geistlichen „ausgerottet“ werden müssten. Die Zeit der deutschen Besatzung bedeutete für die Polen auch eine Christenverfolgung. In den an das Reichsgebiet angeschlossenen Gebieten wurde der Gebrauch des Polnischen verboten, polnische Priester wurden als „Kulturträger“ verhaftet. Nach den Gottesdiensten warteten oft Kommandos der SS vor den Kirchentüren, um Kirchgänger zur Zwangsarbeit ins Reichsgebiet zu verschicken. Viele Kirchen wurden geschlossen oder zweckentfremdet, etwa als Lagerraum oder Reitstall.
Im Zweiten Weltkrieg kamen 2795 Priester und 6 Bischöfe zu Tode, die weitaus meisten von ihnen als Opfer der deutschen Besatzer, die übrigen als Opfer der sowjetischen Besatzer  Ostpolens. 28 % aller katholischen Kleriker wurden zwischen 1939 und 1945 ermordet oder starben in der Haft; von den polnischen Juden abgesehen, gab es in keiner anderen gesellschaftlichen Gruppe einen annähernd hohen Anteil an Todesopfern. 870 polnische Priester starben allein im KZ Dachau.
Beim Vormarsch der sowjetischen Armee an der Ostfront (siehe auch Weichsel-Oder-Operation und Ostpreußische Operation) wurden viele Kirchen beschädigt oder zerstört.

### Volksrepublik Polen
Am 20. Juli 1945 kehrte Primas Hlond in das Land zurück. Er war in den folgenden Jahren zusammen mit dem Krakauer Erzbischof Adam Stefan Sapieha die wichtigste Führungsfigur der polnischen Katholiken. Am 12. September 1945 kündigte die „Regierung der Nationalen Einheit“ unter Edward Osóbka-Morawski das Konkordat von 1925. Vorerst verhielten sich die kommunistischen Machthaber aber zurückhaltend gegenüber der Kirche. Vorerst wurde vor allem die Wiederbelebung von breit aufgestellten Laienorganisationen verhindert. Kurz nach der Befreiung legte die Kirche die Zeitschriften Tygodnik Powszechny und Tygodnik Warszawski. Insbesondere letztere äußerte sich auch politisch mit christdemokratischer Ausrichtung. Als dritte katholische Zeitschrift erschien Dziś i Jutro, allerdings nicht in Herausgeberschaft der Kirche. Die Wochenzeitschrift vertrat die Position einer Akzeptanz der kommunistischen Herrschaft.
Die deutschen katholischen Kirchenstrukturen östlich der Oder-Neiße-Grenze wurden 1945 nach dem Kriegsende durch eine polnische Kirchenverwaltung ersetzt. Der Umgang der katholischen Kirche Polens mit der Oder-Neiße-Frage ist von der deutschen und der polnischen Seite unterschiedlich bewertet worden.
Die römisch-katholische Kirche war in der Zeit der kommunistischen Herrschaft eine Gegenmacht, die viele Polen anzog. Sie behielt unter der Führung des Primas der Jahrtausendfeier Stefan Wyszyński ihre Autonomie und wurde 1978 durch die Wahl von Kardinal Karol Wojtyła zum Papst (er wählte den Namen Johannes Paul II.) in ihrer systemunabhängigen Stellung gestärkt. Der erste Besuch des neuen Papstes in seiner Heimat im Juni 1979 weckte als nicht-kommunistisches Massenereignis im Volk das Bewusstsein einer breiten Opposition gegen das Regime (damals unter Edward Gierek), das für die fatale ökonomische Entwicklung Polens verantwortlich war; er bereitete den Boden für die Entstehung der Gewerkschaft Solidarność und den Fall des Kommunismus.

#### Briefwechsel der Bischöfe
In Deutschland umstritten ist die Rolle des polnischen Klerus bei der Vertreibung deutscher Glaubensbrüder und -schwestern aus den Gebieten östlich von Oder und Neiße in der Nachkriegszeit.
Aus polnischer Sicht war die deutsche Kirchenverwaltung in den Oder-Neiße-Gebieten nach der Westverschiebung der deutsch-polnischen Grenze handlungsunfähig; um die seelsorgliche Betreuung der einströmenden polnischen Bevölkerung zu gewährleisten und das Fortbestehen des Katholizismus in diesen Gebieten zu sichern, habe die polnische Kirche handeln müssen.
In den ersten beiden Jahrzehnten nach dem Krieg herrschte Sprachlosigkeit zwischen den deutschen Katholiken und der polnischen Kirche. Den Dialog nahmen die polnischen Bischöfe im November 1965 auf: Am Rande des Zweiten Vatikanischen Konzils in Rom übergaben sie der deutschen Delegation einen Brief, in dem sie sich mit der Konfliktgeschichte zwischen beiden Völkern auseinandersetzen. Der Brief gipfelte in dem Satz: „Wir vergeben und bitten um Vergebung!“ Der Briefwechsel der Bischöfe, durch den sich die kommunistischen Machthaber in Warschau provoziert fühlten, gilt als Meilenstein auf dem Weg zur deutsch-polnischen Verständigung.

### Nach der Absetzung des kommunistischen Regimes 1989/90
Nach der Absetzung des kommunistischen Regimes 1989 verfügte Papst Johannes Paul II. mit der am 25. März 1992 veröffentlichten Bulle Totus Tuus Poloniae Populus eine Neu- und Umstrukturierung der katholischen Kirche in Polen.

## Position in der Gesellschaft
Da es in Polen keine amtlichen Statistiken gibt, die die Religionszugehörigkeit erfassen, kann die Zahl der Katholiken in Polen nur grob geschätzt werden. Im Jahr 2011 sollen rund 87 % der polnischen Bevölkerung der römisch-katholischen Kirche angehört haben. Die übrigen knapp fünf Millionen Polen gehörten keiner Religion oder einem von über 40 anderen Bekenntnissen an. Laut einer Erhebung des Instytut Statystyki Kościoła Katolickiego (Statistisches Institut der katholischen Kirche) nahmen im Jahre 2017 durchschnittlich 38,3 % der Katholiken an der Sonntagsmesse teil. Am höchsten war die Beteiligung im Bistum Tarnów (71,7 %), am geringsten in der Erzbistümern Łódź und Stettin-Cammin (je 24,6 %).
Die katholische Kirche ist nach dem Staat der zweitgrößte Eigentümer von Immobilien. Sie besaß 2011 etwa 300 Presseorgane und 50 Radio- oder Fernsehsender.
Die katholische Kirche hat bis heute erheblichen politischen Einfluss. Bei den Parlamentswahlen 2015 und 2019 erhielt die der Kirche nahestehende PiS-Partei eine absolute Mehrheit der Sitze im Sejm. Die Tatsache, dass viele Priester rechtskonservativen Parteien nahestehen, hat den Einfluss der katholischen Kirche auf die Gesellschaft Polens allerdings geschwächt, insbesondere in den Großstädten. Eine kirchenkritische Partei, Twój Ruch, erzielte bei den Parlamentswahlen 2011 10 % der Stimmen und zog in den Sejm ein. Bei der nächsten Wahl zum Sejm 2015 scheiterte sie und errang kein Mandat mehr.

### Sexueller Missbrauch
Hunderte katholische Priester und Ordensleute haben in Polen Minderjährige und Erwachsene sexuell missbraucht. Den im September 2018 erschienenen polnischen Film Kler (Klerus) sahen in den ersten vier Wochen über 4,3 Millionen Menschen. Der Dokumentarfilm Tylko nie mów nikomu (Sag es niemandem) wurde im Mai 2019 bei YouTube mehr als 20 Millionen Mal abgerufen. Der Film heizte eine seit langem schwelende Debatte über die katholische Kirche und ihre Rolle in der Gesellschaft Polens auf. Vor der Europawahl 2019 in Polen erfasste die Debatte auch die Politik.
Von 2021 an veröffentlichte der Vatikan Informationen, dass polnische Bischöfe von Papst Franziskus wegen schwerer Verfehlungen bestraft worden seien, was beispiellos in der Geschichte der polnischen Kirche war. Insgesamt waren es 14 Bischöfe, denen der Papst Kirchenstrafen auferlegte. Die Publikationen darüber beschleunigten nach Einschätzung von Kommentatoren den Prozess der Säkularisierung in Polen, die Zahl der Gottesdienstbesucher ging erheblich zurück. Die Gründe wurden offiziell nicht bekanntgegeben, doch handelt es sich Presseberichten zufolge durchweg um die Vertuschung pädophiler Verbrechen von Priestern aus den jeweiligen Diözesen. Zu den betroffenen Bischöfen gehörten Sławoj Leszek Głódź, Henryk Gulbinowicz, Edward Janiak, Stanisław Napierała, Tadeusz Rakoczy und Stefan Regmunt.

## Diözesen

### Lateinische Kirche
- Erzbistum Białystok (1)
  - Bistum Drohiczyn (2)
  - Bistum Łomża (3)
- Erzbistum Krakau (4)
  - Bistum Bielsko-Żywiec (5)
  - Bistum Kielce (6)
  - Bistum Tarnów (7)
- Erzbistum Częstochowa (8)
  - Bistum Radom (9)
  - Bistum Sosnowiec (10)
- Erzbistum Danzig (11)
  - Bistum Pelplin (12)
  - Bistum Toruń (13)
- Erzbistum Gniezno (14)
  - Bistum Bydgoszcz (15)
  - Bistum Włocławek (16)
- Erzbistum Katowice (17)
  - Bistum Gliwice (18)
  - Bistum Opole (19)
- Erzbistum Łódź (20)
  - Bistum Łowicz (21)
- Erzbistum Lublin (22)
  - Bistum Sandomierz (23)
  - Bistum Siedlce (24)
- Erzbistum Posen (25)
  - Bistum Kalisz (26)
- Erzbistum Przemyśl (27)
  - Bistum Rzeszów (28)
  - Bistum Zamość-Lubaczów (29)
- Erzbistum Szczecin-Kamień (30)
  - Bistum Koszalin-Kołobrzeg (31)

Übersichtskarte über die polnischen Diözesen. Die Nummerierung entspricht der Liste links. Einer Erzdiözese sind jeweils ein bis vier Suffragandiözesen unterstellt, so setzen sich die 14 Kirchenprovinzen zusammen.

  - Bistum Zielona Góra-Gorzów Wielkopolski (32)
- Erzbistum Ermland (33)
  - Bistum Elbląg (34)
  - Bistum Ełk (35)
- Erzbistum Warschau (36)
  - Bistum Płock (37)
  - Bistum Warschau-Praga (38)
- Erzbistum Breslau (39)
  - Bistum Legnica (40)
  - Bistum Świdnica (41)
- Polnisches Militärordinariat

### Katholische Ostkirchen
- Ordinariat für die byzantinischen Gläubigen in Polen

#### Ukrainische griechisch-katholische Kirche
- Erzeparchie Przemyśl-Warschau
  - Eparchie Breslau-Koszalin
  - Eparchie Olsztyn-Danzig

### Gerichtsbarkeit
In Polen bestehen für die lateinische Kirche 40 Kirchengerichte, von denen 15 auch zweitinstanzliche Zuständigkeit haben. Für die drei Eparchien der UGKK gibt es seit 2022 ein intereparchiales Gericht in Przemyśl; Appellationsgericht ist hierbei Lwiw.
| 1. Instanz | 2. Instanz      |
| --- | --------------- |
| Drohiczyn (2), Łomża (3)                                                                                            | BIAŁYSTOK (1)   |
| BIAŁYSTOK (1) | Łomża (3)       |
| Bielsko-Żywiec (5), Kielce (6), Tarnów (7); CZĘSTOCHOWA (8), KATOWICE (17)                                          | KRAKAU (4)      |
| Sosnowiec (10) | CZĘSTOCHOWA (8) |
| Pelplin (12), Toruń (13); OLSZTYN (33)                                                                              | DANZIG (11)     |
| Bydgoszcz (15), Włocławek (16)                                                                                      | GNIEZNO (14)    |
| Gliwice (18), Opole (19); KRAKAU (4)                                                                                | KATOWICE (17)   |
| Łowicz (21) | ŁÓDŹ (20)       |
| Sandomierz (23), Siedlce (24); PRZEMYŚL (27)                                                                        | LUBLIN (22)     |
| Kalisz (26); GNIEZNO (14), SZCZECIN (30), WARSCHAU (36) mit Warschau-Praga (38) und Militärordinariat, BRESLAU (39) | POSEN (25)      |
| Rzeszów (28), Zamość-Lubaczów (29)                                                                                  | PRZEMYŚL (27)   |
| Koszalin-Kołobrzeg (31), Zielona Góra-Gorzów Wielkopolski (32)                                                      | SZCZECIN (30)   |
| Elbląg (34), Ełk (35); DANZIG (11)                                                                                  | OLSZTYN (33)    |
| Płock (37); Radom (9), ŁÓDŹ (20), LUBLIN (22), POSEN (25)                                                           | WARSCHAU (36)   |
| Legnica (40), Świdnica (41)                                                                                         | BRESLAU (39)    |
| PRZEMYŚL-WARSCHAU mit Breslau-Koszalin und Olsztyn-Danzig (UGKK)                                                    | LWIW            |

## Nuntiatur
Die diplomatische Vertretung des Heiligen Stuhls in Polen war nach dem Zweiten Weltkrieg zunächst eingeschränkt. Seit 1975 war ein Apostolischer Delegat in Polen tätig. Ab 1986 vertrat Erzbischof Francesco Colasuonno und von 1989 bis 2010 der Pole Józef Kowalczyk den Heiligen Stuhl als Apostolischer Nuntius. Bis zum 28. Mai 2016 war Celestino Migliore Nuntius in Polen, zu dessen Nachfolger am 6. August desselben Jahres der bisherige Nuntius in Indien, Salvatore Pennacchio, ernannt wurde, der im Januar 2023 zum Präsidenten der Päpstlichen Diplomatenakademie ernannt wurde. Sein Nachfolger ist seit dem 8. August 2023 Erzbischof Antonio Filipazzi.